# Ik ben verliefd (Sha-la-lie)
Az Ik ben verliefd (Sha-la-lie) (magyarul: Szerelmes vagyok (Sálálá)) egy popdal, mely Hollandiát képviselte a 2010-es Eurovíziós Dalfesztiválon. A dalt a holland Sieneke Peeters adta elő holland nyelven. 1998 óta először nevezett holland nyelvű dallal az ország.
Az énekesnő a 2010. február 7-én rendezett holland nemzeti döntőn nyerte el az indulás jogát. A dalt már korábban nyilvánosságra hozták, és a nemzeti válogatón az öt döntős mindegyike a versenydal saját feldolgozását énekelte. A zsűri és a közönség szavazása után holtverseny alakult ki, így végül a dalszerzőre hárult a feladat, hogy kiválassza a győztest. A dal a döntő után a holland slágerlista első helyéig jutott, és az első holland Eurovíziós dal lett, melynek ez sikerült.
A dal szerzője, Pierre Kartner már korábban is részt vett a dalversenyen, az 1973-as holland induló dalának írójaként.
Az Eurovíziós Dalfesztiválon a dalt először a május 27-én tartott második elődöntőben adták elő, fellépési sorrendben kilencedikként, az ukrán Alyosha Sweet People című dala után, és a román Paula Seling és Ovi Playing with Fire című dala előtt. A szavazás során huszonkilenc ponttal a tizennegyedik helyen végzett, így nem jutott tovább a döntőbe.
A következő holland induló a 3JS együttes Never Alone című dala volt a 2011-es Eurovíziós Dalfesztiválon.